# Sindhupalchok
Der Distrikt Sindhupalchok (Nepali सिन्धुपाल्चोक जिल्ला) ist einer von 77 Distrikten in Nepal und gehört seit der Verfassung von 2015 zur Provinz Bagmati.
Er liegt östlich von Kathmandu und lag bis 2015 in der Verwaltungszone Bagmati. Bei der Volkszählung 2011 hatte Sindhupalchok 287.798 Einwohner.

## Verwaltungsgliederung
Städte im Distrikt Sindhupalchok:
- Chautara
- Melamchi

Village Development Committees (VDCs) im Distrikt Sindhupalchok:
- Atarpur
- Badegau
- Balephi
- Banskharka
- Baramchi
- Barhabise
- Baruwa
- Batase
- Bhimtar
- Bhote Namlang
- Bhotechaur
- Bhotsiba
- Chaukati
- Dhumthang
- Dhuskun
- Dubarchaur
- Gati
- Ghorthali
- Gloche
- Gumba
- Gunsakot
- Hagam
- Haibung
- Helambu
- Ichok
- Irkhu Bhanjyang
- Jalbire
- Jethal
- Kadambas
- Kalika
- Karkhali
- Kiwul
- Kunchok
- Langarche
- Lisankhu
- Listikot
- Mahankal
- Maneswar
- Mankha
- Marming
- Motang
- Nawalpur
- Pagretar
- Palchok
- Pangtang
- Petaku
- Phulping Katti
- Phulpingdandagau
- Phulpingkot
- Piskar
- Ramche
- Sangachok
- Selang
- Sipa Pokhare
- Sipal Kavre
- Sunkhani
- Syaule Bazar
- Tatopani
- Tauthali
- Tekanpur
- Thakani
- Thampal Dhap
- Thangpalkot
- Thokarpa
- Thulo Dhading
- Thulo Pakhar
- Thulo Sirubari
- Thum Pakhar
- Timpul Ghyangul
- Yamandanda